# Guanosín difosfato

El guanosín difosfato (abreviado GDP) es un nucleótido difosfato. Es un éster de ácido fosfórico con el nucleósido guanosina. El GDP posee un grupo funcional pirofosfato, un azúcar pentosa, que es la ribosa, y la base púrica guanina.
GDP es el producto de la defosforilación del GTP por parte de GTPasas, como, por ejemplo, las proteínas G implicadas en la transducción de señales.